# Marcus Pretzell

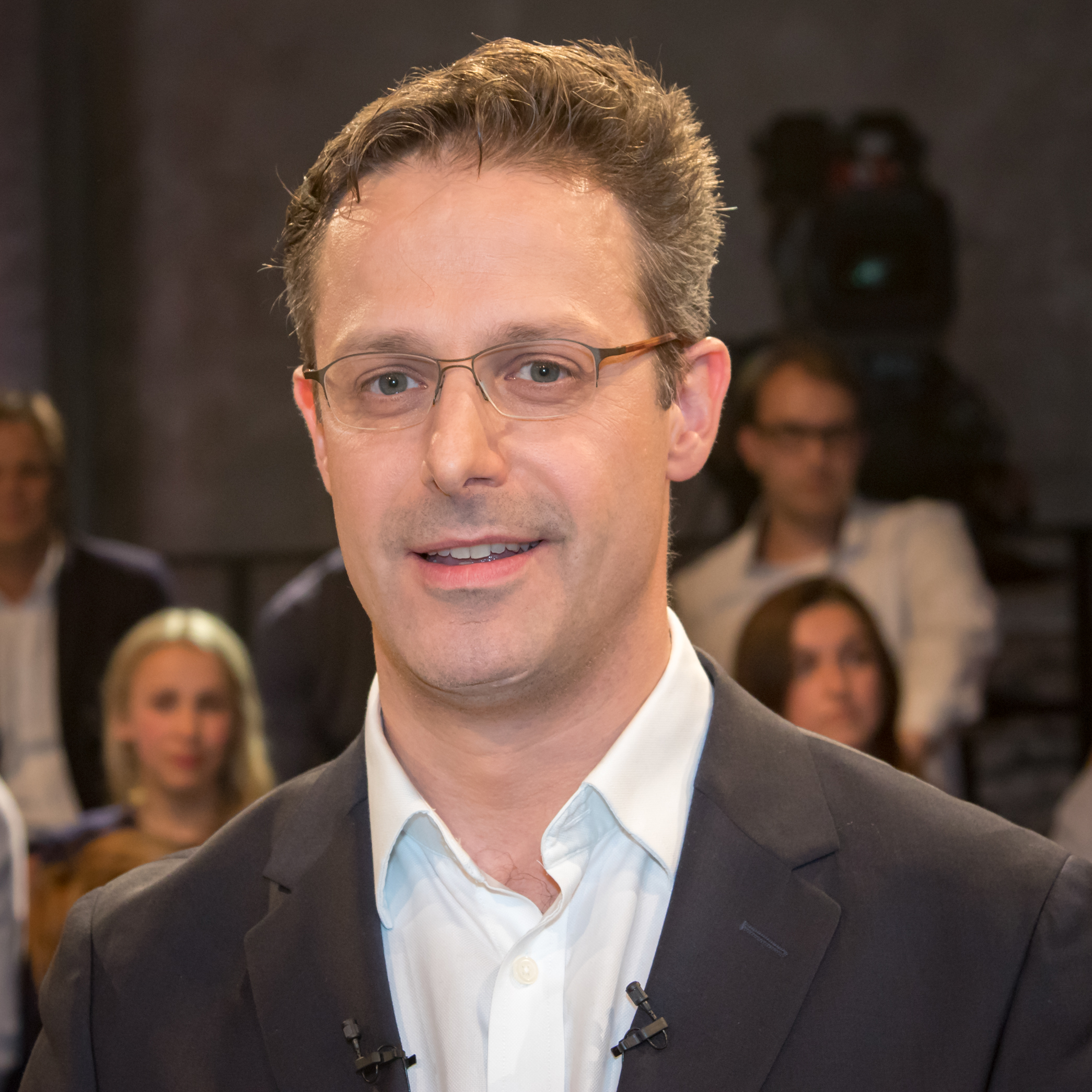
Marcus Pretzell (2017)

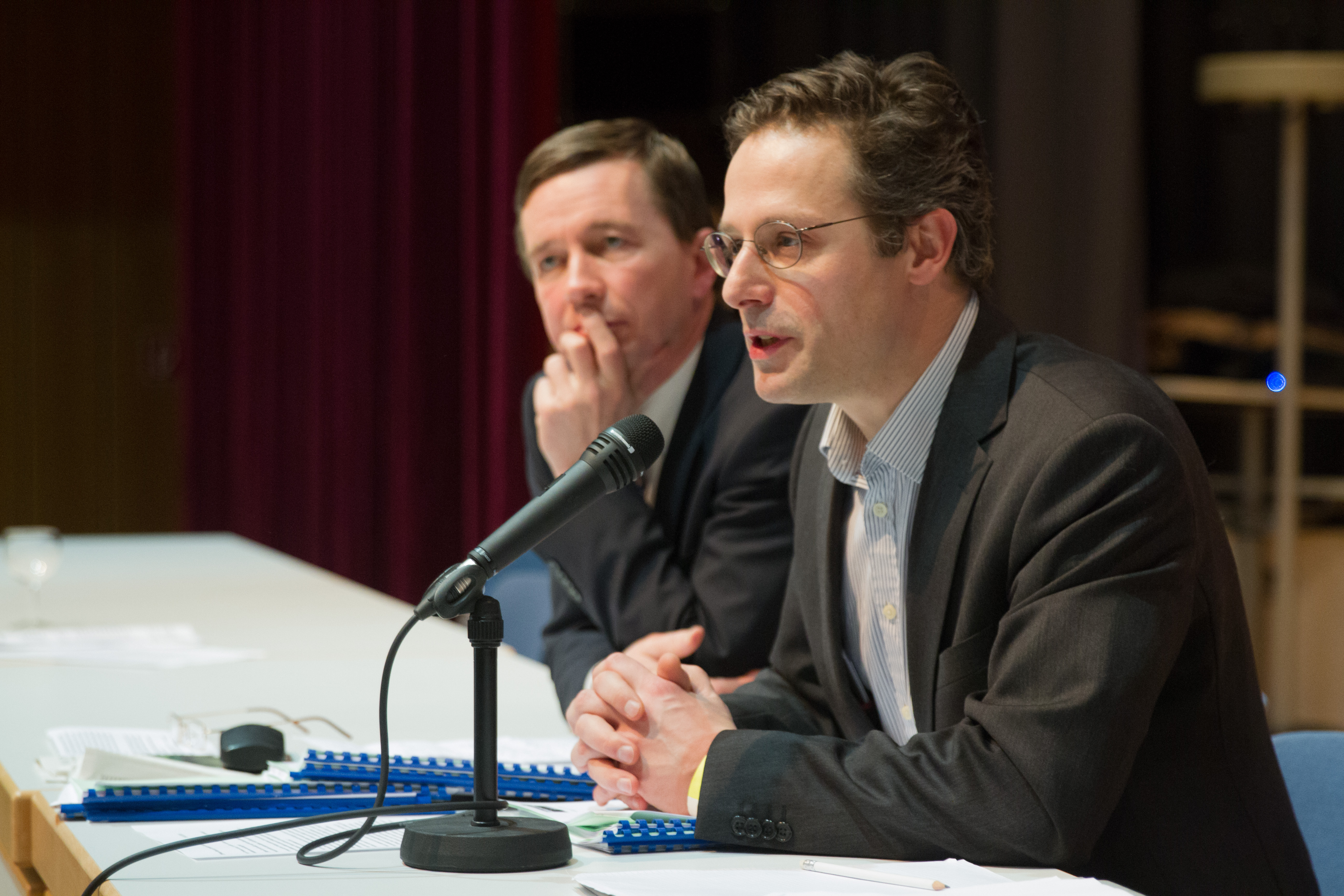
Marcus Pretzell (r.) mit Bernd Lucke (2015)

Marcus Horst Hubertus Pretzell (* 16. Juli 1973 in Rinteln) ist ein deutscher Politiker (parteilos, zuvor Die blaue Partei, davor AfD und FDP). Nach der Europawahl 2014 war er bis 2019 Mitglied des Europäischen Parlaments; nach seinem Ausschluss aus der Fraktion Europäische Konservative und Reformer (EKR) trat er der Fraktion Europa der Nationen und der Freiheit (ENF) bei. Von 2017 bis 2022 war er Abgeordneter des Landtags Nordrhein-Westfalen. Von 2014 bis 2017 war er Landesvorsitzender und 2017 Fraktionsvorsitzender der AfD Nordrhein-Westfalen.
Als Spitzenkandidat erreichte Marcus Pretzell mit der AfD bei der Wahl im Mai 2017 den erstmaligen Einzug in den Landtag von Nordrhein-Westfalen. Am 26. September 2017 kündigte er jedoch wenige Tage nach einem ähnlichen Schritt seiner Ehefrau Frauke Petry infolge der Bundestagswahl 2017 an, die AfD und die Landtagsfraktion zu verlassen, was am 2. Oktober geschah.

## Leben
Marcus Pretzell wuchs in Wiesbaden auf und studierte von 1994 bis 2000 Rechtswissenschaft an der Ruprecht-Karls-Universität Heidelberg. Von 1994 bis 2021 war er Mitglied des Corps Saxo-Borussia Heidelberg. Nach den juristischen Staatsexamina (2000, 2002) und dem Referendariat in Paderborn war er von 2002 bis 2009 als Rechtsanwalt, spezialisiert auf Immobilienrecht, in Bielefeld tätig. Von 2009 bis 2013 arbeitete er als Immobilienentwickler. Die Rechtsanwaltskammer Hamm löschte Pretzell 2015 von ihrer Liste, nach einem Bericht der Rheinischen Post gab Pretzell seine Zulassung freiwillig zurück, um ihrem Entzug wegen Vermögensverfalls (Insolvenz) zuvorzukommen. Nach einem Bericht der Legal Tribune Online erfolgte die „freiwillige Rückgabe“ jedoch erst nach dem Entzug der Zulassung; die Rheinische Post hatte sich den Zugang zu den Unterlagen der Rechtsanwaltskammer erklagt. Seit Juli 2020 ist er im Bezirk der Rechtsanwaltskammer Düsseldorf wieder zugelassen und vertrat 2021 seine Frau als Anwalt vor Gericht.
Aus erster Ehe hat Pretzell vier Kinder. 
Seit Dezember 2016 ist er mit Frauke Petry verheiratet, mit der er zwei Kinder hat. Einige Medien berichteten 2016/2017 von Unklarheiten bei dem tatsächlichen Wohnsitz des Ehepaars, die möglicherweise Pretzells passives Wahlrecht in Nordrhein-Westfalen hätten tangieren können.
Die Welt zog einen entsprechenden Bericht mit der Begründung zurück, sie habe bei Abfassung ihres Berichtes eine Regelung innerhalb der „Allgemeinen Verwaltungsvorschrift der Bundesregierung zum Bundesmeldegesetz“ übersehen, die unterschiedliche Wohnsitze bei Ehepartnern doch erlaube.

## Politischer Werdegang
Pretzell war von 2004 bis 2009 Mitglied der FDP. 2013 trat er der AfD bei; bei der Bundestagswahl 2013 war er Direktkandidat im Wahlkreis Bielefeld – Gütersloh II. Pretzell wurde als erster Sprecher des Kreisverbands Bielefeld und im März 2014 als Beisitzer in den AfD-Bundesvorstand gewählt. Im Juni 2014 wählte der Landesparteitag der AfD NRW ihn als Nachfolger von Jörg Burger zum Landesvorsitzenden. Seit August 2015 teilte er sich dieses Amt mit Martin Renner. Im Oktober 2014 trat er aus dem Bundesvorstand aus. Zuvor, im März 2014, wurde er vom Bundesvorstand abgemahnt, da er auf einer Veranstaltung der Jungen Alternative mit dem UKIP-Vorsitzenden Nigel Farage aufgetreten war, ohne sich zuvor die Kontaktaufnahme zu Nigel Farage vom Rest des Vorstands genehmigen zu lassen. Gemäß einem Beschluss vom November 2013 wäre er hierzu als Vorstandsmitglied (das er im selben Monat geworden war) verpflichtet gewesen.
Pretzell wurde bei der Europawahl 2014 zum Mitglied des Europäischen Parlaments (MdEP) gewählt. 
Dort war er Mitglied des Ausschusses für Binnenmarkt und Verbraucherschutz, des Untersuchungsausschusses zu Emissionsmessungen in der Automobilindustrie und der Delegation für die Beziehungen zur Arabischen Halbinsel. 
Im April 2015 wurde Pretzell „von der zukünftigen Teilnahme an Sitzungen der EU-Parlamentsgruppe seiner Partei ausgeschlossen“. Drei Monate später wurde die Partei Allianz für Fortschritt und Aufbruch (ALFA) gegründet und fünf der sieben für die AfD gewählten Mitglieder des Europäischen Parlaments – nicht jedoch Pretzell und Beatrix von Storch – wechselten zu dieser. Am 12. April 2016 wurde Pretzell nach vorheriger Ankündigung aus der moderat EU-skeptischen und nationalkonservativen Fraktion der Europäischen Konservativen und Reformer (EKR), zu der damals einzelne rechtspopulistische Vertreter gehörten, ausgeschlossen. 
Auf dem AfD-Bundesparteitag am 30. April 2016 kündigte Pretzell seinen Beitritt zur Fraktion Europa der Nationen und der Freiheit (ENF) um die Abgeordneten des französischen Front National an, die als rechtsextremistisch gilt. Er trat außerdem der europäischen Partei Bewegung für ein Europa der Nationen und der Freiheit bei und wurde eines ihrer Vorstandsmitglieder.
Bei der Landtagswahl in Nordrhein-Westfalen 2017 kandidierte er als Spitzenkandidat seiner Partei und gewann ein Landtagsmandat. Danach wurde er zum Vorsitzenden der erstmals vertretenen Landesfraktion der AfD gewählt. Im Landtag gehörte er dem Hauptausschuss als Sprecher und ordentliches Mitglied, als solches außerdem noch dem Ältestenrat, dem Ausschuss für Digitalisierung und Innovation sowie dem Kontrollgremium nach § 23 des Verfassungsschutzgesetzes NRW an. Stellvertretendes Mitglied war er im Wahlprüfungsausschuss, im Ausschuss für Wirtschaft, Energie und Landesplanung, im Rechtsausschuss, im Wissenschaftsausschuss und im Ausschuss für Europa und Internationales. Kurz vor der Landtagswahl am 15. Mai 2022 beantragte die Staatsanwaltschaft Leipzig beim Landtagspräsidenten die Aufhebung der Immunität Pretzells zur Einleitung eines Ermittlungsverfahrens wegen uneidlicher Falschaussage in einem Strafprozess. Um welches Strafverfahren es sich handelt, wurde nicht bekannt. Nach der Landtagswahl 2022 schied er aus dem Landtag aus.

## Politische Positionen
Beim außerordentlichen Parteitag der AfD in Essen stellte Pretzell fest, dass seine Partei auch eine „PEGIDA-Partei“ sei.
Pretzell hält den Gebrauch von Schusswaffen als Ultima Ratio für den Fall eines gewaltsamen Grenzübertritts von Flüchtlingen für gerechtfertigt, glaubt jedoch nicht, dass dieser notwendig ist, da andere Mittel wie Polizeipräsenz, Wasserwerfer oder Tränengas ausreichen würden.
Am 15. April 2016 besuchte Pretzell als Europaabgeordneter die von Russland 2014 völkerrechtswidrig annektierte Krim und nahm dort am „Internationalen Jalta-Wirtschafts-Forum“ teil. Dabei traf er auch mit dem auf der EU-Sanktionsliste stehenden „Präsidenten der Krim“ Sergei Aksjonow zusammen und hielt in dessen Beisein eine Rede. Diese Reise führte zu einer offiziellen Protestnote der Ukraine gegenüber Deutschland. Am 21. Januar 2017 wurde bekannt, dass der russische Veranstalter Pretzells Reise und ein Fünf-Sterne-Hotel bezahlt hatte und dass Pretzell Fakten zur Reise erst auf Druck der Ethikkommission des EU-Parlaments und sechs Monate später als vorgeschrieben lieferte.
Pretzell unterstützt die Initiative „Friends of Judea and Samaria in the European Parliament“, die sich für die Interessen der israelischen Siedlerbewegung in den seit 1967 von Israel besetzten palästinensischen Gebieten des Westjordanlands einsetzt. Im Januar 2017 sorgte Pretzell in Koblenz im Rahmen einer Konferenz der prominentesten europäischen Rechtspopulisten mit Aussagen für kontroverse Diskussionen, wonach die EU „letztlich über Umwege Terrororganisationen gegen Israel“ finanziere, das Land aber „unsere Zukunft“ und ein Vorbild sei, wenn es um den Umgang mit dem politischen Islam gehe. Der Politologe Stephan Grigat kritisierte, dass damit „der Zionismus und die israelische Geschichte von der nationalsozialistischen Vergangenheit abgelöst“ und separiert würden. Israel werde „lediglich als Bündnispartner im Abwehrkampf gegen Muslime und den Islam“ thematisiert, wobei gleichzeitig „ein verzerrtes Bild von der Stellung der muslimischen Minderheit und dem Umgang mit dem Islam in der israelischen Gesellschaft gezeichnet“ werde.
Pretzell stimmte in der Plenarsitzung des Europaparlaments als einer von 38 Abgeordneten am 4. Oktober 2016 gegen die Ratifizierung des Abkommens der UN-Klimakonferenz in Paris 2015 (Stimmverhältnis 610/38/31).
Kurz nach dem Anschlag auf den Berliner Weihnachtsmarkt an der Gedächtniskirche am 19. Dezember 2016 twitterte Pretzell: „Wann schlägt der deutsche Rechtsstaat zurück? Wann hört diese verfluchte Heuchelei endlich auf? Es sind Merkels Tote!“ Für dieses Posting wurde er später von den SPD-Politikern Ralf Stegner und Aydan Özoğuz sowie dem Politikwissenschaftler Hajo Funke kritisiert.
Der Sozialwissenschaftler Alexander Häusler nannte Pretzell vor der Europawahl einen „Fürsprecher jener Mitglieder, die Sympathien für ein Bündnis mit der UKIP hegten“. Ein gemeinsamer Auftritt mit Nigel Farage auf einer durch die Junge Alternative für Deutschland 2014 organisierten, parteiintern umstrittenen Veranstaltung trug ihm eine Rüge des damaligen Bundesvorstandes ein.
Der Sozialwissenschaftler und Doktorand David Bebnowski vom Göttinger Institut für Demokratieforschung bezeichnete Pretzell 2015 als „Vertreter rechtspopulistischer Strömungen an der Parteibasis“, der „nationalkonservative Anliegen“ bediene und „liberale Standpunkte mit identitären nationalkonservativen Ideenwelten“ vereine.

## Abmahnung wegen Pfändung eines Parteikontos
Im Rahmen einer durch ihn verursachten Pfändung eines AfD-Parteikontos wurde Pretzell vom Bundesvorstand abgemahnt. Das Finanzamt Bielefeld-Innenstadt hatte ein Zwangsgeld gegen Pretzell verhängt, das dieser nicht rechtzeitig beglich. Da die Landesgeschäftsstelle der AfD dem Finanzamt nicht mitteilte, dass Pretzell kein Parteigehalt bezog, wurde ein Parteikonto gepfändet. Ein parteiinternes Gutachten kam 2015 zum Ergebnis, dass Pretzell es versäumt habe, die Partei über seine privaten Steuerschulden zu unterrichten. Laut Gutachter seien „private chaotische Zustände“ Hintergrund der Verfehlung. Pretzell sei damit überfordert, gleichzeitig Europaabgeordneter und NRW-Landesparteichef zu sein.

## Vorwurf der illegalen Parteifinanzierung
Nachdem bekannt wurde, dass die Schweizer Werbeagentur Goal, deren Geschäftsführer Alexander Segert ist, zu den finanziellen Unterstützern des Vereins zur Erhaltung der Rechtsstaatlichkeit und bürgerlichen Freiheiten gehörte, die schon in mehreren Landesfraktionen der AfD in Wahlkämpfen in Millionenhöhe finanziell unterstützte, wurde im Juni 2017 eine direkte Zahlung an Pretzell in Höhe von 28.037 € als Unterstützung einer Veranstaltung des AfD-Spitzenpolitikers während der NRW-Landtagswahl in Düsseldorf bekannt. Auf der Veranstaltung hielt auch Heinz-Christian Strache (FPÖ) eine Rede. Die Zahlung könnte nach deutschem Recht eine vom Parteiengesetz verbotene Spende darstellen. Die AfD wurde Ende 2020 mit Strafbescheiden der Bundestagsverwaltung verurteilt, dafür 108.000 € zu zahlen.
Pretzell erklärte auf Anfrage, dass es sich bei dem Düsseldorfer Treffen nicht um eine Parteiveranstaltung gehandelt habe. Die Verbindungen zwischen Pretzell und der Werbeagentur Goal stellen auch die Aussage der AfD in Frage, dass sie nicht wisse, wer hinter dem millionenschweren Unterstützerverein stecke. Ähnliche direkte Verbindungen zwischen AfD und Goal existierten auch während des BW-Landtagswahlkampfs.